# Geranomyia scolopax
Geranomyia scolopax är en tvåvingeart som beskrevs av Alexander 1913. Geranomyia scolopax ingår i släktet Geranomyia och familjen småharkrankar. Inga underarter finns listade i Catalogue of Life.